# Manolita González Muñoz
Manolita González Muñoz, coneguda artísticament com la Bella Zarina o La Czarina, fou una cupletista de principis del segle xx.
És coneguda per haver protagonitzat un incident contra les germanes Maria i Teresa Conesa, cupletistes molt populars entre el públic. La Czarina, gelosa d'aquesta popularitat que feia que rebés menys atencions dels clients, es va barallar amb Teresa Conesa en una llotja de l'Edèn Concert la nit del 28 de febrer de 1907. Disputa que finalitzà amb la intervenció del germà de Manolita, Benedicto González, que apunyalà Teresa Conesa. Amb ferides greus, la van traslladar al metge de la Casa de Socors del carrer Barberà, que va donar un diagnòstic esperançador. Tot i això, Teresa va acabar morint aquella mateixa matinada. La seva germana Maria, de 14 anys, va emigrar a Mèxic, on va obtenir un gran èxit.
Després d'aquests fets, Manolita adoptà definitivament el seu nom artístic actuant al teatre Apolo el maig del 1907 sota l'epítet La hermosa y suggestiva cupletista la Bella Zarina; i el 1913 al teatre Gran Salón Excelsior de la Gran Via de Barcelona com a La Czarina.